# Bernard Hopkins (cestista)
Bernard Anthony Hopkins (Baltimora, 13 gennaio 1973) è un ex cestista statunitense naturalizzato spagnolo, professionista in Spagna.

## Palmarès

### Squadra
- Copa Príncipe de Asturias: 1

Obradoiro: 2011
- ULEB Cup: 1

Valencia: 2002-2003

### Individuali
- CBA Rookie of the Year (1997)
- All-CBA Second Team (1997)
- CBA All-Rookie First Team (1997)
- Migliore nella percentuale di tiro CBA (1997)